# 贝特–萨尔皮特方程
贝特–萨尔皮特方程（英語：Bethe–Salpeter equation，缩写为BSE），或译为Bethe-Salpeter方程，简称B-S方程，是量子场论框架下描述束缚态的相对论性方程。以汉斯·贝特和埃德温·萨尔皮特之名命名。1950年首次发表。
B-S方程有许多不同形式，常用于粒子物理学的一种形式是：
{\displaystyle \Gamma (P,p)=\int \!{\frac {d^{4}k}{(2\pi )^{4}}}\;K(P,p,k)\,S(k-{\tfrac {P}{2}})\,\Gamma (P,k)\,S(k+{\tfrac {P}{2}})}
其中Γ是Bethe-Salpeter振幅，K是相互作用，S是两个参与粒子的传播子。